# NGC 7138
NGC 7138 је спирална галаксија у сазвежђу Пегаз која се налази на NGC листи објеката дубоког неба.
Деклинација објекта је + 12° 30' 50" а ректасцензија 21h 49m 1,0s. Привидна величина (магнитуда) објекта NGC 7138 износи 14,2 а фотографска магнитуда 15,1. NGC 7138 је још познат и под ознакама UGC 11817, MCG 2-55-14, CGCG 427-25, KARA 932, PGC 67406.